# Eclogae Americanae
Eclogae Americanae (abreviado Eclog. Amer.) es un libro con descripciones botánicas que fue escrito por Martin Vahl y editado en tres volúmenes en los años 1796-1807, con el nombre de Eclogae americanae, seu, Descriptiones plantarum praesertim Americae meridionalis, nondum cognitarum /auctore Martino Vahl.

## Publicación
- Parte nº 1 1797;
- Parte nº 2 1798;
- Parte nº 3 1807